# Кудряшов, Константин Михайлович
Константин Михайлович Кудряшов (1913—1990) — майор Советской Армии, участник Великой Отечественной войны, Герой Советского Союза (1944).

## Биография
Константин Кудряшов родился 9 сентября 1913 года в селе Пальные. Окончил девять классов школы. В январе 1932 года Кудряшов был призван на службу в Рабоче-крестьянскую Красную Армию. В 1933 году он окончил Ейскую военно-морскую авиационную школу лётчиков. В апреле 1936 года Кудряшов был уволен в запас. В 1942 году он повторно был призван в армию. С августа того же года — на фронтах Великой Отечественной войны.
За время своего участия в боях Кудряшов совершил 153 боевых вылета на бомбардировку важных объектов в глубоком вражеском тылу, воздушную разведку, доставку грузов партизанам. К концу войны в звании гвардии майора он командовал эскадрильей 22-го гвардейского авиаполка 5-й гвардейской авиадивизии 4-го гвардейского авиакорпуса АДД СССР.
Указом Президиума Верховного Совета СССР от 5 ноября 1944 года за «мужество и героизм, проявленные в боях» гвардии майор Константин Кудряшов был удостоен высокого звания Героя Советского Союза с вручением ордена Ленина и медали «Золотая Звезда» за номером 5283.
В феврале 1946 года Кудряшов был уволен в запас. Проживал на Дальнем Востоке, затем в Крыму. Последние годы жизни провёл в Симферополе. Скончался 1 июня 1990 года.
Был также награждён двумя орденами Красного Знамени, тремя орденами Отечественной войны 1-й степени, рядом медалей и иностранных наград.

## Память
В честь К. М. Кудряшова была названа улица в Киевском районе Симферополя.